# دشت برچی
دشتِ بَرچی به‌طور مختصر برچی  یک منطقه مسکونی در قسمت جنوب غربی شهر کابل است. این بخش از کابل در پی مهاجرت‌های داخلی افغانستان مخصوصاً مردمان هزاره از ولایت‌های میدان وردک، غزنی، پروان، بامیان، غور، دایکندی، و… به منطقه بزرگی با بیش از ۲ میلیون جمعیت تبدیل شده‌است.

## رشد جمعیت
دشت‌برچی یکی از مناطق کابل است که بیشترین رشد جمعیت را در خود داشته‌است. جمعیت دشت‌برچی در سال ۲۰۰۲ نزدیک به ۲۰۰۰۰۰ نفر بوده‌است، سازمان پزشکان‌بدون‌مرز جمعیت برچی را در حال حاضر (۲۰۲۴) بیش از ۲ میلیون ۲۰۰هزار نفر تخمین می‌زند. دلیل رشد سریع جمعیت این منطقه بازگشت مهاجرین افغانستان از ایران و پاکستان و همچنین مهاجرت داخلی در افغانستان از روستاها به پایتخت است.
بیش از %۹۵ جمعیت این منطقه را هزاره‌ها (شیعه)تشکیل می‌دهد. منطقه غربی کابل در سالهای اخیر یکی از ناامن‌ترین مناطق کابل بوده‌است. بیش‌تر حملاتی که در مراکز آموزشی، زیارتی و مساجد، علیه شهروندان صورت گرفته گروه موسوم به داعش مسئولیت آن را به دوش گرفته‌است.

## آموزش
برپایه آمار رسمی وزارت معارف، دشت برچی با ۱۰۸٬۵۲۱ دانش‌آموز، بزرگ‌ترین مکان فرهنگی و آموزشی کابل به‌شمار می‌رود، درهمین حال بیشترین دانش آموز و کمترین مکتب دولتی را دارد. ۱۴۱۸ معلم که برابر ۷۷ دانش آموز به ازای هر معلم است در مکاتب دشت برچی مصروف تدریس می‌باشند. این رقم نظر به دیگر محله‌های کابل که ۴۶ دانش آموز به ازای هر معلم است، رقمی بسیار پایین می‌باشد.
لیسه عالی عبدالرحیم شهید با ۱۸٬۰۰۰ دانش آموز، ۳۵۰ معلم، ۱۰۰ کلاس درسی و ۱۱ تیم ورزشی در سه وقت آموزشی، پردانش‌آموزترین مکتب دولتی برچی است. بیشتر طبقه فقیر دشت برچی که اکثر جمعیت برچی را تشکیل می‌دهند، در این مکتب ثبت‌نام می‌کنند. تعداد دانش آموزان این مکتب دولتی حتی مکتب بیشتر از ۳۵ دانشگاه افغانستان است.
کمبود تسهیلات دولتی باعث شده‌است نهادهای آموزشی خصوصی به فعالیت آغاز کنند. دشت برچی بیشتر از ۱۰۰ مکتب خصوصی دارد که به‌طور میانگین در هر سه کوچه آن یک مکتب خصوصی می‌باشد. بیش از ۱۰ آموزشگاه عالی خصوصی که دانش آموزان را برای امتحان کانکور آماده می‌کند در برچی فعال است و آموزشگاه زبان مسلم، آموزشگاه زبان استار و آموزشگاه های زبان آمازون و تافل‌هَوز از جمله نهادهای تدریس زبان انگلیسی در دشت برچی می‌باشند. دانشگاه کاتب نیز در دشت برچی موقعیت دارد.
لیسه عالی معرفت با ۲٬۸۰۰ دانش آموز و پیشی گرفتن از مکاتب افغان ترک، بهترین مکتب خصوصی افغانستان در سال‌های ۱۳۹۵ و به دنبال آن در سال‌های ۹۶، ۹۷، ۹۸ و ۱۳۹۹ انتخاب شد.